# Municipio de Maxton
El municipio de Maxton (en inglés: Maxton Township) es un municipio ubicado en el  condado de Robeson en el estado estadounidense de Carolina del Norte. En el año 2000 tenía una población de 6.139 habitantes.

## Geografía
El municipio de Maxton se encuentra ubicado en las coordenadas 34°43′45.72″N 79°21′3.34″O / 34.7293667, -79.3509278.